# Kobbholmen (Øygarden)
Kobbholmen est une île dans le landskap Sunnhordland du comté de Vestland. Elle appartient administrativement à Øygarden.

## Géographie
Rocheuse et couverte d'une légère végétation, elle s'étend sur environ 182 m de longueur pour une largeur approximative de 98 m.